# Lista de pinturas de Firmino Monteiro
Está é uma lista de pinturas de Firmino Monteiro. Antônio Firmino Monteiro, nascido no Rio de Janeiro - RJ, em 1855, e falecido em Niterói - RJ, no ano de 1888, foi pintor e tipógrafo. Artista negro, de origem modesta, exerce inicialmente os ofícios de encadernador e caixeiro.
Firmino pintava em especial paisagens e cenas do Rio de Janeiro da segunda metade do século XlX. Frequentou a Academia Imperial de Belas Artes - Aiba, no Rio de Janeiro, na década de 1870, onde estudou com Zeferino da Costa (1840 - 1915), Victor Meirelles (1832 - 1903), Agostinho da Motta (1824 - 1878) e Pádua Castro. Realizou seus primeiros estudos na Europa, para onde viajou com a ajuda do Imperador Dom Pedro ll (1825 - 1891), em 1880. Recebeu o título de Cavaleiro da Imperial Ordem da Rosa, durante a 26ª Exposição Geral de Belas Artes da Aiba, em 1884, por ter exposto suas 18 paisagens e cinco quadros históricos. Fez novas viagens de estudo à Europa entre 1885 e 1887. Ao retornar ao Brasil, ensina pintura na Escola de Belas Artes da Bahia, e perspectiva e teoria da sombra no Liceu de Artes e Ofícios da Bahia, em Salvador. Realizou também composições de temas históricos e religiosos, pinturas de gênero e paisagens.

## Lista de pinturas
| Imagem | Título                                     | Data | Material          | Coleção                       | Versão audível |
| ------ | ------------------------------------------ | ---- | ----------------- | ----------------------------- | -------------- |
|        | Fósforos!                                  | 1884 | tinta a óleo      |                               |                |
|        | Paisagem                                   | 1885 | tinta a óleo      |                               |                |
|        | Natureza-morta                             | 1885 | tinta a óleo      | Museu Afro Brasil             |                |
|        | Vista da Entrada da Baía do Rio de Janeiro | 1884 | tela têxtil       | Museu Antônio Parreiras       |                |
|        | Vista da entrada da Baía de Guanabara      | 1884 | tinta a óleo tela | Museu Antônio Parreiras       |                |
|        | Poema à Virgem                             |      | tinta a óleo      | Museu Nacional de Belas Artes |                |
|        | Bandeira do divino                         | 1884 | tinta a óleo      | Q59247460                     |                |
|        | Sacrifício de Joana Angélica               | 1885 | tela              | Solar Saldanha                |                |